# アクセスゲームズ
株式会社アクセスゲームズ（英: ACCESS GAMES INC.）は、東京都中央区に本社を置き、家庭用ゲームソフトウェアの企画・開発・配信・販売、マルチメディア関連の映像・音声・ソフトウェア・データ・映像媒体の研究開発・配信・販売をする日本の企業。デジタル・メディア・ラボの完全子会社で、加賀電子グループに属する。

## 概要
1996年に設立され、当初はCG制作を主にしていたが、2002年にゲーム開発部門を発足すると共に、商号を変更しゲームソフトメーカーへ事業を転換。本社は東京都中央区に置くが、開発部はすべて大阪市中央区（南船場）に所在する。
開発を得意とする主なジャンルはアクションゲーム、アドベンチャーゲーム、フライトシューティングゲーム。
過去に、ゲームクリエイターのSWERY（末弘秀孝）が所属していた。

## 沿革
- 1996年5月30日 - 映像部門設立
- 2002年1月16日 - ゲーム部門設立、社名を株式会社アクセスゲームズに変更
- 2003年9月30日 - デジタル・メディア・ラボとともに加賀電子グループ入り
- 2008年8月18日 - 開発事務所移転
- 2012年1月16日 - 創立10周年

## 開発タイトル
- スパイフィクション（2003年12月25日、PS2）
- エースコンバットシリーズ
  - エースコンバットX スカイズ・オブ・デセプション（2006年10月26日、PSP）
  - エースコンバットX2 ジョイントアサルト（2010年8月26日、PSP）
  - エースコンバット3D クロスランブル（2012年1月12日、3DS）
- スカイ・クロラ イノセン・テイセス（2008年10月16日、Wii）
- 機動戦士ガンダム 戦場の絆 ポータブル（2009年3月26日、PSP）
- 戦国BASARAシリーズ
  - 戦国BASARA バトルヒーローズ（2009年4月9日、PSP）
  - 戦国BASARA クロニクルヒーローズ（2011年7月26日、PSP）
- レッドシーズプロファイル（2010年3月11日、PS3/X360）
  - DEADLY PREMONITION: THE DIRECTOR'S CUT（2013年4月30日、PS3） - 国内未発売
  - DEADLY PREMONITION レッドシーズプロファイル コンプリートエディション（2015年3月12日、PS3） - ダウンロード専売
- ロード オブ ヴァーミリオンシリーズ
  - ロード オブ アルカナ（2010年10月14日、PSP）
  - ロード オブ アポカリプス（2011年12月17日、PSP）
- ドラッグオンドラグーン3（2013年12月19日、PS3）
- D4: Dark Dreams Don't Die（2014年9月19日、XOne）
- 電脳戦機バーチャロン×とある魔術の禁書目録 とある魔術の電脳戦機（2018年2月15日、PS4/PS Vita）
- パワプロクンポケットR（2021年11月25日、Switch）

## 関連企業
- デジタル・メディア・ラボ（映画、番組、インターネットコンテンツ、システム開発等）
- 加賀電子（卸売業）

## 関連人物
- SWERY（末弘秀孝） - 創業者の一人。